# Oplognathus bahianus
Oplognathus bahianus är en skalbaggsart som beskrevs av Ohaus 1912. Oplognathus bahianus ingår i släktet Oplognathus och familjen Rutelidae. Inga underarter finns listade i Catalogue of Life.